# Judit Polgár

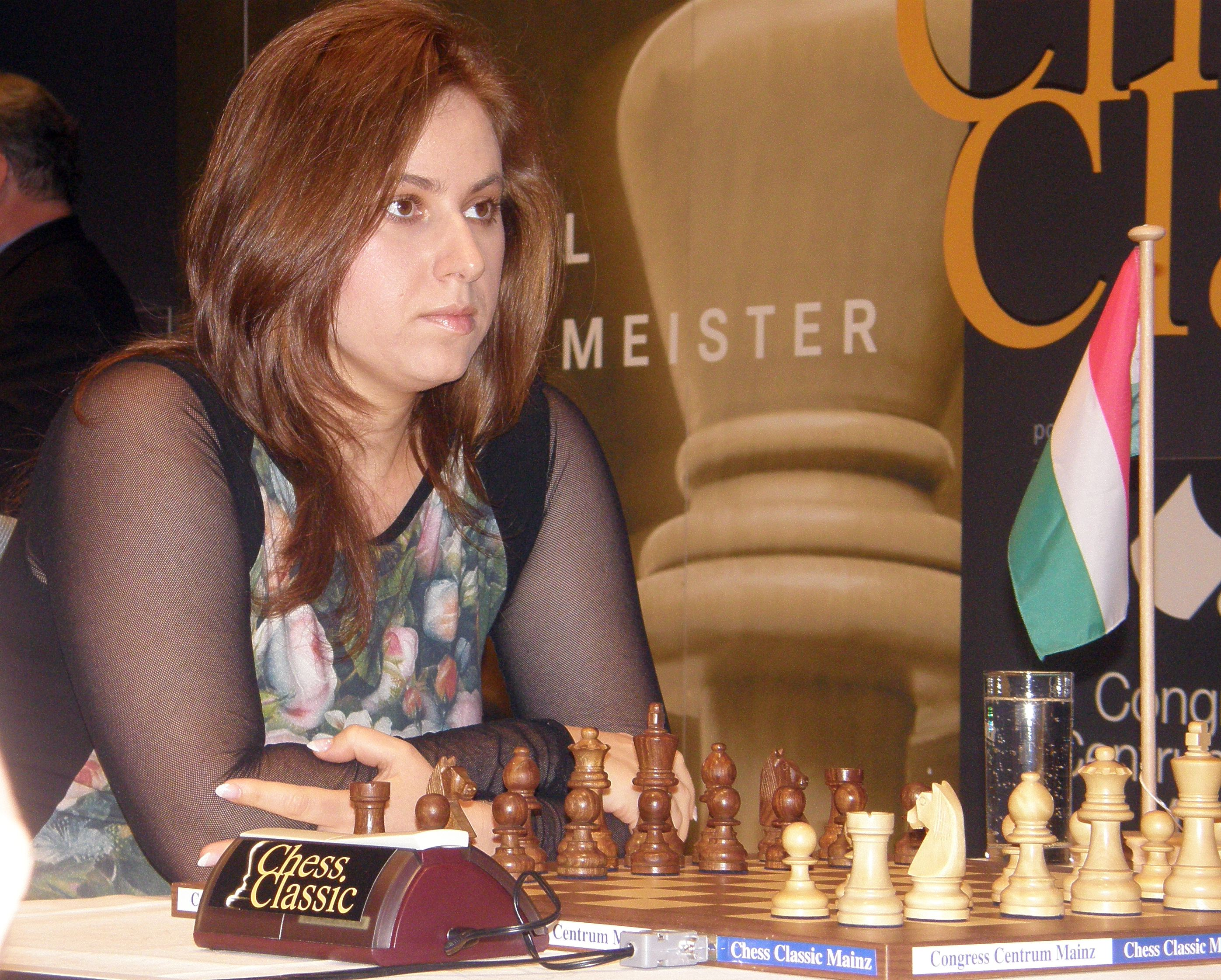
Judit Polgar, 2008.

Judit Polgár (född 23 juli 1976) är en ungersk stormästare ("GM") i schack. 
Hon erövrade stormästartiteln 1991 när hon var 15 år och 4 månader, alltså yngre än exempelvis Bobby Fischer var när han tillskansade sig titeln. Hon är en av världens bästa schackspelare. I juli 2005 hade hon en Elo-rating på 2735 – den högsta Elo en kvinna någonsin uppnått – och var då rankad som den åttonde bästa schackspelaren i världen. Polgár är tillsammans med den kinesiska schackspelaren Hou Yifan den enda kvinna som tagit sig in på topp-100 listan i världen. Den 14 augusti 2014 meddelade Polgár att hon ämnade sluta spela schack på professionell nivå, och hennes Elo har sedan dess sjunkit. I mars 2015 uppnådde Hou Yifan en Elo-rating på 2686, vilket innebar att Polgár – då med Elo 2675 – för första gången på 26 år inte längre var den kvinna som hade högst rating.
Judit Polgár har även två systrar som spelar schack, Zsuzsa (född 1969) och Zsófia Polgár (född 1974). Den äldsta systern Zsuzsa var länge innehavare av den kvinnliga världsmästartiteln. Deras far är författaren och schackläraren László Polgár.

## Illustrativa partier
Den här artikeln använder algebraisk schacknotation för att beskriva schackdragen.
GM Polgár–GM Ferenc Berkes, Budapest 2003, franskt försvar (C13) 1.e4 e6 2.d4 d5 3.Sc3 Sf6 4.Lg5 dxe4 5.Sxe4 Le7 6.Lxf6 Lxf6 7.Sf3 O-O 8.Dd2 Sd7 9.O-O-O Le7 10.Ld3 b6 11.Seg5 h6 12.Lh7† Kh8 13.Le4 hxg5 14.g4 Tb8 15.h4 g6 16.hxg5† Kg7 17.Df4 Lb7 18.Th7† Kxh7 19.Dh2† Kg8 20.Th1 Lxg5† 21.Sxg5 Dxg5† 22.f4 Dxf4† 23.Dxf4 Lxe4 24.Dxe4 1–0
GM Polgár–Kasparov, Moskva 2002, spansk öppning, (C67) 1.e4 e5 2.Sf3 Sc6 3. Lb5 Sf6 4.O-O Sxe4 5.d4 Sd6 6.Lxc6 dxc6 7.dxe5 Sf5 8.Dxd8† Kxd8 9.Sc3 h6 10.Td1† Ke8 11.h3 Le7 12.Se2 Sh4 13.Sxh4 Lxh4 14.Le3 Lf5 15.Sd4 Lh7 16.g4 Le7 17.Kg2 h5 18.Sf5 Lf8 19.Kf3 Lg6 20.Td2 hxg4† 21.hxg4 Th3† 22.Kg2 Th7 23.Kg3 f6 24.Lf4 Lxf5 25.gxf5 fxe5 26.Te1 Ld6 27.Lxe5 Kd7 28. c4 c5 29.Lxd6 cxd6 30.Te6 Tah8 31.Texd6† Kc8 32.T2d5 Th3† 33.Kg2 Th2† 34.Kf3 T2h3† 35.Ke4 b6 36.Tc6† Kb8 37.Td7 Th2 38.Ke3 Tf8 39.Tcc7 Txf5 40.Tb7† Kc8 41.Tdc7† Kd8 42.Txg7 Kc8 1–0